# Peter Van Impe
Peter Van Impe (Anversa, 7 giugno 1963) è un ex ciclista su strada e ciclocrossista belga, che si è aggiudicato il terzo posto alla Gullegem Koerse nel 1990, oltre a due vittorie tra i professionisti.

## Carriera
Professionista dal 1984 al 1991, fu gregario di Ludo Frijns per buona parte della sua carriera.

## Palmarès

### Strada
- 1987

Gran Prix de Leuven
- 1989

Prjs Groot Zootegem

## Piazzamenti

### Classiche monumento
- Parigi-Roubaix

1987: 59°